# Compagnie pétrolière

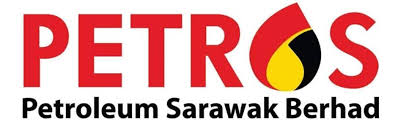
Petroleum Sarawak Berhad logo de la société

Une compagnie pétrolière est une entreprise dont l'activité principale est liée à l'exploitation du pétrole.

## Typologie
Les compagnies pétrolières peuvent être réparties entre les supermajors occidentales, qui sont les acteurs les plus anciens et bénéficient des techniques les plus avancées (notamment dans l'offshore) et les compagnies pétrolières nationales, qui ont émergé à partir des années 1970 et tendent à rivaliser avec les premières.

## Métiers
Le cœur de métier de ces compagnies se répartit entre :
- l'amont : exploration et production du pétrole,
- l'aval : le raffinage, le stockage, et la distribution (transport vers les lieux de consommation).

À côté de ces activités traditionnelles, les compagnies pétrolières sont fréquemment positionnées dans la chimie, ainsi que dans d'autres formes d'énergie comme le gaz naturel (cas de Total). Certaines compagnies commencent à investir dans les énergies renouvelables (Total avec l'énergie solaire, Shell Renewables, etc.).

## Question de la taxation des profits des compagnies pétrolières
D’après les estimations de l’Organisation des Nations unies, des profits records ont été enregistrés par les principales compagnies pétrolières (BP, ExxonMobile, Shell, TotalEnergies…), qui s’élèveraient à 100 milliards de dollars sur le premier trimestre 2022. Lors d'une conférence de presse le 3 août 2022, Antonio Guterres, secrétaire général de l'ONU, a « exhorté tous les gouvernements à taxer ces profits excessifs. », et a appelé à ce que ces taxes servent à « soutenir les plus vulnérables en ces temps difficiles ».